# Memento mori (romanzo)
Memento mori è il terzo romanzo della scrittrice britannica Muriel Spark, edito da Macmillan Publishers nel 1959.
Descritto come "il primo grande romanzo" dell'autrice, il libro fu accolto positivamente al momento della pubblicazione (ricevendo, in particolare, le lodi di Graham Greene ed Evelyn Waugh) ed è stato tradotto in numerose lingue.

## Trama
Un gruppo di ottuagenari della buona società londinese comincia a ricevere misteriose telefonate in cui un diverso interlocutore (un giovane, un anziano, uno straniero...) dice enigmaticamente loro "ricorda che devi morire". Senza sapere se si tratti di una burla o di una minaccia, gli anziani reagiscono in modo diverso, chi con ansia e chi con accettazione.

## Adattamenti televisivi
Nel 1975 Ludwig Cremere diresse un primo adattamento televisivo del romanzo per la Süddeutscher Rundfunk con Johanna Hofer nel ruolo di Lettie.
Nel 1992 Jack Clayton ha diretto un nuovo film televisivo per la BBC, con un cast composto da Maggie Smith, Thora Hird, Michael Hordern, Renée Asherson, Maurice Denham, Stephanie Cole e Zoë Wanamaker.

## Edizioni
- Memento mori, collana Medusa, traduzione di Augusta Mattioli, Segrate, Arnoldo Mondadori Editore, 1963.
- Memento mori, traduzione di Maria Grazia Griffini Rosnati, Milano, Adelphi, 1993, ISBN 9788845909689.